# Christmas For You
「Christmas For You」（クリスマス・フォー・ユー）は、前田亘輝の通算3枚目のシングル。
1992年11月1日にSony Recordsから発売された。

## 概要
1年振りのシングル。前作であり本作でもカップリング曲として再収録された「Merry Christmas To You」に続くクリスマスソング。
自身初のトップ10入りを果たし20万枚以上のヒットを記録。
本作から表題曲のオリジナル・カラオケが収録される。

## 収録曲
| 全作詞: 前田亘輝、全作曲: UNI、全編曲: M-Project。 |                                          |          |            |      |
| #                                                  | タイトル                                 | 作詞     | 作曲・編曲 | 時間 |
| 1.                                                 | 「Christmas For You」                    | 前田亘輝 | UNI        | 4:19 |
| 2.                                                 | 「Merry Christmas To You」               | 前田亘輝 | UNI        | 5:09 |
| 3.                                                 | 「Christmas For You (Original Karaoke)」 | 前田亘輝 | UNI        | 4:19 |
| 合計時間:                                          | 合計時間:                                | 13:47    |            |      |

## 参加ミュージシャン
- 青山純：ドラム
- 池田大介：キーボード
- 山本千絵 - コーラス
- 牧穂エミ - コーラス
- 勝田かず樹：サックス
- 寺沢功一：ベース
- 松川敏也：ギター

## タイアップ
- 日本テレビ系ドラマ「大空港'92」主題歌

## 収録アルバム
- Single Collection +（#1,2）
- 35年で35曲 “愛と友” 〜僕のMelody 君のために〜(#1,2、2曲ともリミックス)